# Oil
Az Oil keresztény jellegű thrash metal együttes, amely 1997-ben alakult a kaliforniai Long Beach-en. Ron Rinehart, a Dark Angel korábbi énekese alapította, aki a Dark Angel 1992-es feloszlása után a kereszténységre tért át. Mellette még Blake Nelson szerepel, aki korábban a Captain Black, Deceiver, Desire zenekarokban játszott. Az Oil további tagjai: Matthew Joy, Jason Vander Pal, Eric Wilkens és Jonathan Thiemens. Az együttes eddig két nagylemezt és egy koncertalbumot jelentetett meg. 2004-ben Rinehart kilépésével a zenekar feloszlott.

## Diszkográfia
- Oil (1997)
- Refine (2000)
- Choice Cuts Off the Chopping Block (2003, koncertalbum)